# Alfie Kohn
Alfie Kohn (né le 15 octobre 1957) est un auteur et conférencier américain en éducation, parentalité et comportement humain. Promouvant une « éducation progressiste », il critique de nombreux aspects traditionnels de l’éducation des enfants, de la gestion et de la société américaine, en s’appuyant sur la recherche en sciences sociales.
Les refus par Kohn de théories et de pratiques largement acceptées ont fait de lui une figure controversée, en particulier auprès des comportementalistes, des conservateurs et de ceux qui défendent les pratiques qu’il remet en question, telles que l’utilisation de la compétition, des récompenses, de la discipline conventionnelle, des tests standardisés, des notes, des devoirs et de la scolarité traditionnelle.

## Biographie
Kohn est né à Miami Beach (Floride). Il a obtenu une licence de l’Université Brown à Providence (Rhode Island) en 1979 après avoir créé son propre programme d’études interdisciplinaires et une maîtrise en sciences sociales de l’Université de Chicago (Illinois) en 1980. Il vit dans la région de Boston et travaille comme chercheur indépendant.

## Idées

### Éducation
Les idées de Kohn sur l’éducation ont été influencées par les travaux de John Dewey et de Jean Piaget. Dans sa vision constructiviste de l’apprentissage, l'élève apprend en créant du sens plutôt qu'en absorbant passivement l’information. Selon lui, l’apprentissage devrait être organisé autour de « problèmes, de projets et de questions – plutôt qu’autour de listes de faits, de compétences et de disciplines séparées ». Kohn estime que les élèves devraient avoir une voix active avec la possibilité d’avoir un impact sur le programme d’études, la structure de la salle ainsi que les mesures disciplinaires.
Kohn a critiqué plusieurs aspects de l’enseignement traditionnel. La gestion de classe et la discipline rendent les élèves plus conformes que  « résolveurs de problèmes » attentionnés et responsables. Il a également dénoncé les effets du mouvement de « responsabilisation » piloté par les tests – en général, mais en particulier sur les élèves à faible revenu et issus de minorités – affirmant que « plus les enfants pauvres remplissent des feuilles de travail sur commande (dans le but d’augmenter leurs résultats aux tests), plus ils prennent du retard par rapport aux enfants aisés plus susceptibles de recevoir des leçons les aidant à comprendre des idées ». Plus récemment, Kohn a critiqué la place des devoirs : d'après lui la recherche montre que les devoirs n'ont pas d'utilité.

### Parentalité
Bien que Unconditional Parenting (2005, traduit en 2018) soit le premier livre de Kohn traitant principalement de l’éducation des enfants, il a consacré deux chapitres à ce sujet dans Punished by Rewards (1993, traduit en 2025). Il propose aux parents de garder à l’esprit leurs objectifs à long terme - aider leurs enfants à devenir des personnes responsables et attentionnées - plutôt que des objectifs à court terme comme l’obéissance. D'après lui, la question clé est la suivante : « De quoi les enfants ont-ils besoin – et comment répondons-nous à ces besoins ? » 
L’un des articles de Kohn les plus largement diffusés est « Cinq raisons d’arrêter de dire 'Bon travail !' » : d'après lui, les éloges, comme d’autres formes d’incitations extrinsèques, ont tendance à miner l’engagement des enfants envers tout ce pour quoi ils ont été félicités (on apprend aux enfants à faire des choses pour obtenir des éloges plutôt que de faire les choses parce qu’il est juste de le faire ou parce que c’est agréable de le faire). Plus tard, il a élargi cette critique pour suggérer que le renforcement positif et certaines formes de « conséquences » punitives, équivalent à des formes de parentalité conditionnelle, dans laquelle l’amour est subordonné au fait de plaire ou d’obéir au parent.
Un autre livre de Kohn, The Myth of the Spoiled Child (2014, traduit en 2017), déconstruit les hypothèses courantes sur les enfants « trop gâtés » et aborde l’estime de soi et l’autodiscipline. Kohn fait valoir que la plus grande menace qui pèse sur le développement d’un enfant, c’est un style parental trop contrôlant, et non trop indulgent.

### Gestion
Deux des livres de Kohn, No Contest (1986) et Punished by Rewards (1993, traduit en 2025), traitent de la concurrence et du « comportementalisme populaire » sur les lieux de travail ainsi que dans les familles et les écoles. Les deux ont attiré beaucoup d’attention dans les cercles d’affaires, en particulier lorsque le regretté W. Edwards Deming, connu pour avoir inspiré le mouvement d’amélioration de la qualité dans les organisations, a approuvé les deux livres. Kohn a pris la parole lors de conférences sur la gestion au cours des années 1990, et son travail a été débattu dans la Harvard Business Review, le magazine CFO, l’American Compensation Association Journal et d’autres publications.